# 高崎タワー21
高崎タワー21（たかさきタワーにじゅういち）は、群馬県高崎市栄町にある高層ビルおよび超高層マンションの名称である。1998年に完成し、高崎市内では2番目、群馬県内では3番目の高さを誇る。
下層階がテナントスペース、上層階が住居型マンションスペースになっている。

## 概要
高崎駅東口に位置し、市の商業街区に指定される場所に立地する。マンションや美術館、オフィスなどのテナントが入っている。高崎駅東口とペデストリアンデッキで結ばれている。

## 施設
病院（歯科・内科等）や、ベネッセコーポレーションの関東事業所などのテナントが入る。

### 高崎市タワー美術館
3Fと4Fの2フロア構成。元は山崎種二の三男である山崎誠三の日本画コレクションの収蔵・展示を目的とした私営美術館「高崎タワー美術館」だったが、入場者用の駐車場がないことなどで思うような集客ができずに2001年6月24日に閉館。山種グループは収蔵作品を高崎市に寄贈し、同年11月15日、「高崎市タワー美術館」としてリニューアルオープンした。

## 周辺施設
- LABI1高崎（ヤマダデンキ）
- ビックカメラ高崎駅東口店
- E'site高崎
- セントラルウェルネスクラブ高崎
- 代々木ゼミナール
- 大原学園高崎校

## 交通アクセス
- JR東日本・上信電鉄高崎駅東口から徒歩およそ1分。